# Turnerschaft Rheno-Borussia Aachen
Die Turnerschaft Rheno-Borussia Aachen ist eine Studentenverbindung an der RWTH Aachen. Sie ist freischlagend, farbentragend, überkonfessionell und politisch ungebunden. Gegründet wurde sie am 20. Oktober 1871 als „Polytechnischer Turnverein“ und ist somit die älteste Studentenverbindung in Aachen. Die Turnerschaft Rheno-Borussia ist 1972 aus dem Coburger Convent ausgetreten und ist seitdem eine dachverbandsfreie Korporation.

## Couleur
Die Farben der Turnerschaft Rheno-Borussia sind Rot-Weiß-Rot mit silberner Perkussion. Die Mützen sind weiß. Füxe tragen Rot-Weiß, ebenfalls mit silberner Perkussion.

## Geschichte

### Die Anfänge
Nach der Gründung am 20. Oktober 1871 als „Polytechnischer Turnverein“ wurden 1881 die Farben „Rot-Weiß-Rot“ nach den Farben der alten Deutschen Turnerschaft angenommen. In den darauf folgenden Jahren nahm die Anzahl der Mitglieder immer weiter zu, bis sie 1884 41 Mitglieder hatte, was 28 % der Studentenschaft Aachens war. 1885 wurden dann der Wahlspruch „Mens sana in corpore sano“ (lat.: „Ein gesunder Geist in einem gesunden Körper“) sowie der Zirkel eingeführt. Kurze Zeit später wurde der Name in „Rheno-Borussia“ geändert. Damit war aus dem Turnverein eine vollwertige Korporation geworden, die zunächst etwa 25 Mitglieder zählte.
1889 wurden Kneipcouleur, farbige Waffen, Bestimmungsmensuren und unbedingte Satisfaktion eingeführt. Drei Jahre später wurde der Alt-Herren-Verband gegründet. 1900 folgte dann die Umbenennung in „Turnerschaft Rheno Borussia“. 1903 wurde die Turnerschaft Rheno-Borussia in den Vertreter-Convent aufgenommen. Vier Jahre später folgte die erste Hausweihe auf der Lousbergstr. 30 in Aachen.

### Zweiter Weltkrieg
Aufgrund gesetzlicher Bestimmungen des NS-Regimes wurde 1936 die Turnerschaft Rheno-Borussia aufgelöst. Es bildete sich aber ein Freundeskreis mit korporativem Charakter, der bis zum Verkauf des Verbindungshauses Ende 1937 bestand. Am 29. Juli 1939 fand die Gründungsversammlung der „Kameradschaft XI“ statt, die am 18. Dezember 1943 den Status eines eingetragenen Vereins erlangte.
Im Mai 1945 wurden durch den Alliiertenerlaß die Kameradschaften verboten. Von da an existierte die Verbindung als „Akademischer Freundeskreis“ weiter.

### Nachkriegszeit
1950 wurde die Turnerschaft Rheno-Borussia wiedergegründet und nahm 1951 mit der Gründung des Coburger Convents, kurz „CC“, den Namen „Turnerschaft Rheno Borussia im CC“ an.
1952 wurde die Bestimmungsmensur eingeführt. Drei Jahre später folgte die zweite Hausweihe in der Lousbergstr. 44, wo die „Turnerschaft Rheno-Borussia“ bis heute ihren Sitz hat.
1972 wurde die Pflichtmensur abgeschafft, womit die Turnerschaft gleichzeitig aus dem „CC“ austrat.

### Mitbegründung der Landsmannschaft im CC Pomerania Halle-Aachen
1952 wurden von der Turnerschaft Rheno-Borussia vier Burschen abgestellt, die bei der Neugründung der Landsmannschaft im CC Pomerania halfen. Am 17. Mai 1952 wurde auf der Antrittskneipe der Turnerschaft Rheno-Borussia die Neugründung bekanntgegeben und den vier Burschen feierlich das blau-weiß-schwarze Band der Landsmannschaft im CC Pomerania überreicht. Die Landsmannschaft Pomerania im CC wurde am 26. November 1952 suspendiert. Der Bund konstituierte sich aufs Neue am 27. November 1952, nachdem die Verschmelzung der Altherrenschaften Pomerania Halle und Pomerania Aachen vollzogen war.

## Tochterverbindung Guestphalia Breslau
Die Turnerschaft Guestphalia Breslau war eine farbentragende, schlagende Tochterverbindung der Turnerschaft Rheno-Borussia, die von Mitgliedern der Rheno Borussia am 20. Oktober 1910 an der Technischen Hochschule Breslau gegründet wurde. Sie wurde 1935 durch das NS-Regime aufgelöst. 1947 versuchte man die vermissten Bundesbrüder über Rundschreiben und Anschriftslisten wiederzufinden, was auch zum Großteil gelang. 1950 beschlossen die verbliebenen Mitglieder der Guestphalia Breslau den Zusammenschluss mit der Gründungsturnerschaft Rheno-Borussia. Als Zeichen der Verschmelzung der beiden Turnerschaften zu einem Bund ohne Doppelnamensgebung wurde vereinbart, dass der Rheinpreußenfahne ein Wimpel in den Farben grün-weiß-schwarz mit dem Namen der Guestphalia zugefügt wird und die Chargierten zusätzlich das Band der Guestphalia Breslau anlegen.

## Bekannte Mitglieder
- Max Eckert-Greifendorff (1868–1938), Geograph und Kartentheoretiker
- Karl Ilgner (1862–1921), Universitätsprofessor (TU Breslau) und Entwickler des Ilgner-Umformers
- Robert Scherer (Ingenieur) (1900–1967), Universitätsprofessor (RWTH Aachen und TH Hannover)
- Oskar Simmersbach (1872–1918), Universitätsprofessor (TH Aachen und TH Breslau)